# سوسکچه خرطوم‌دار درخت فندقی
سوسکچه خرطوم‌دار درخت فندقی (نام علمی: Curculio occidentis) گونه‌ای از سوسکچه‌های خرطوم‌دار می‌باشد.
این سوسک آفت گونه‌های مختلف درخت بلوط می‌باشد و به دانه‌های بلوط زیان می‌رساند.